# Sigfrid Nordkvist
Nils Sigfrid Nordkvist (i riksdagen kallad Nordkvist i Kalmar), född 25 november 1889 i Kverrestads socken, död 15 december 1962 i Kalmar, var en svensk lärare och politiker (folkpartist).
Sigfrid Nordkvist, som kom från en bondefamilj, var folkskollärare i Kalmar från 1916 och blev 1945 överlärare där. Han var också ledamot i Kalmar stadsfullmäktige 1939-1958.
Han var riksdagsledamot i andra kammaren 1949-1956 för Kalmar läns valkrets. I riksdagen var han ledamot av allmänna beredningsutskottet 1950-1956 och suppleant i konstitutionsutskottet 1949-1956. Han engagerade sig främst i utbildningsfrågor och skrev i riksdagen 15 egna motioner dels om lokala saker som helikopterflygplan för östgötaskärgården, men främst om utbildnings- och kulturfrågor.